# Mike Shanahan
Michael Edward Shanahan (nascido em 24 de Agosto, de 1952), foi um técnico de futebol americano, conhecido por ter treinado o Denver Broncos, na National Football League (NFL), entre os anos de 1995 e 2008. Durante as 14 temporadas que passou na equipe, liderou o time nas vitórias consecutivas no Super Bowl XXXII e Super Bowl XXXIII, dando também o primeiro Super Bowl da história do time de Denver. Mike foi treinador durante 20 temporadas, tendo passagens também pelo Los Angeles Raiders e Washington Redskins. Ele é pai do atual técnico do San Francisco 49ers, Kyle Shanahan.

## Início da carreira
Shanahan jogou futebol americano durante seu ensino médio, na East Leyden High School, em Franklin Park, Illinois, onde ele atuava como quarterback. Shanahan quebrou o recorde de jardas corridas em um único jogo, tendo 260 jardas em 15 carregadas, o recorde foi estabelecido no dia 20 de Setembro, de 1969. Mike se formou no ensino médio em 1970.
Após o ensino médio, Shanahan começou a jogar futebol americano universitário, na Eastern Illinois University. Em 1972, Mike recebeu uma forte pancada durante um treinamento e acabou rompendo um de seus rins, fazendo seu coração parar por 30 segundos, o que quase causou sua morte.
Devido ao incidente, Shanahan teve sua carreira como jogador encerrado, foi então que ele começou a se preparar para se tornar um técnico. Depois de sua graduação, Mike se tornou auxiliar técnico na Northern Arizona University e na University of Oklahoma. Shanahan voltou para a universidade em que começou sua carreira, onde atuou como coordenador ofensivo, ajudando a Eastern Illinois University a vencer a segunda divisão do futebol universitário. Após isso, se transferiu para a Universidade de Minnesota, por uma única temporada, e depois aceitou ir para a Universidade da Flórida, em ambas, Shanahan foi coordenador ofensivo. Sua passagem pela Flórida durou até 1983.

## Carreira na NFL

### Passagens como auxiliar técnico
Inicialmente, Shanahan foi treinador de wide receivers, e depois coordenador ofensivo, no Denver Broncos, entre os anos de 1984 até 1987. Foi a mentalidade ofensiva de Mike, que chamou a atenção do Los Angeles Raiders. Depois dos Raiders perderem 3 jogos em 4, na temporada de 1989, Shanahan foi demitido e acabou retornando para o Denver Broncos, em 16 de Outubro, de 1989. Mike Shanahan acabou sendo demitido alguns anos depois, após se envolver numa discussão entre o técnico Dan Reeves e o quarterback John Elway.

### Los Angeles Raiders
Shanahan foi contratado pelo Raiders em 1988, para substituir o técnico Tom Flores. Shanahan acabou não sendo bem aceito pelos jogadores, e isso ficou claro após os Raiders terminarem a temporada com 7 vitórias e 9 derrotas, perdendo 4 dos últimos 5 jogos.
A tensão aumentou quando o técnico de recebedores, Nick Nicolau, teve uma forte discussão com o assistente téncico, Art Shell, Nick havia dito que Art só tinha conseguido seu emprego por causa de sua amizade com o dono do Raiders, Al Davis, o fato gerou a demissão de Nick Nicolau. Shanahan aprovou a demissão, e respondeu demitindo o técnico de running backs Joe Scannella, e o coordenador ofensivo Tom Walsh, porém Al Davis não autorizou. A confusão, somada as 3 derrotas em 4 jogos, em 1989, culminaram na demissão de Mike Shanahan. O retrospecto final do técnico no Raiders, foram 8 vitórias e 12 derrotas.

### San Francisco 49ers
Em 1992, Shanahan foi contratado para ser coordenador ofensivo no San Francisco 49ers. Na temporada de 1994, Shanahan conquistou o Super Bowl XXIX.

### Denver Broncos
Após o sucesso de Shanahan com o San Francisco 49ers, o técnico ganhou uma nova chance, começando a temporada de 1995 no Denver Broncos. Mike Shanahan liderou a equipe nas vitórias no Super Bowl em 1997 e 1998.
Entre 1996 e 1998, o Denver Broncos estabeleceu o recorde de vitórias na NFL, após terem 46 vitórias e apenas 10 derrotas, em 3 anos. Em 1998, o Broncos venceu seus primeiros 13 jogos. Shanahan era conhecido por sempre planejar as 15 primeiras jogadas ofensivas do jogo, isso ajudou o Denver Broncos a estabelecer o recorde de mais pontos marcados no primeiro quarto em uma única temporada. Em 2005, Mike ultrapassou Dan Reeves, e se tornou o técnico com mais vitórias na história do Broncos.
Shanahan é conhecido por sua grande variação de jogadas corridas. O técnico também ficou conhecido por escolher running backs nas últimas rodadas do Draft da NFL, e transforma-los em líderes da liga, os maiores exemplos são Terrell Davis e Reuben Droughns, que tiveram pelo menos uma temporada com mais de 1,000 jardas corridas em Denver, sob o comando de Shanahan.
Em 1999, com a ajuda do escritor Adam Schefter, Shanahan escreveu o livro "Pense Como um Campeão", um livro motivacional sobre liderança.
Após as aposentadorias de John Elway e Terrell Davis, Shanahan passou 6 anos sem nenhuma vitória na pós-temporada da NFL, em 3 dessas temporadas, o Denver Broncos nem chegou a se classificar para a pós-temporada, os fatos geraram criticas dos torcedores. A sequencia de derrotas se encerrou na temporada de 2005-06, quando o Broncos derrotou o na época bicampeão da NFL, New England Patriots. A vitória seria a última de Shanahan na pós-temporada com o Denver Broncos.
Shanahan foi demitido depois da temporada de 2008, da NFL, quando o Broncos ficou fora da pós-temporada pelo terceiro ano consecutivo. A equipe havia chegado na semana 14 da temporada, com 8 vitórias e 5 derrotas, precisando de apenas mais uma vitória para se classificar para a pós-temporada, mas o Denver Broncos acabou derrotado nos seus últimos 3 jogos.

### Washington Redskins
No início da temporada de 2009, foi noticiado que o Washington Redskins estava interessado em contratar Mike Shanahan como treinador. Mas a notícia foi desmentida pelo vice-presidente da equipe na época. No dia 18 de Novembro, de 2009, foi noticiado que o Buffalo Bills, havia contatado Shanahan para assumir a equipe.
No dia 5 de Janeiro, de 2010, Shanahan foi oficialmente anunciado como o novo técnico do Washington Redskins. Como parte do acordo, Shanahan foi nomeado o vice-presidente das operações de futebol da equipe, isso significava que as decisões finais sobre assuntos relacionados ao futebol seriam de Shanahan. O contrato era de 5 anos, que renderiam ao técnico 35 milhões de dólares.
O filho de Shanahan, Kyle Shanahan, se tornou o coordenador ofensivo do Washington Redskins em 20 de Janeiro, de 2010.
Nas duas primeiras temporadas como técnico da equipe, Shanahan teve 11 vitórias e 21 derrotas. Iniciando a temporada de 2012 com 3 vitórias e 6 derrotas, mas a equipe finalizou o ano com 7 vitórias seguidas, o Washington Redskins se sagrou NFC East pela primeira vez desde a temporada de 1999. A equipe acabou sendo eliminada no primeiro jogo da pós-temporada, pelo Seattle Seahawks. Durante o jogo, Robert Griffin III, acabou lesionando novamente seu joelho, Shanahan foi criticado pela maneira de tratou a lesão, mantendo o jogador em campo apesar da lesão.
Griffin teve uma cirurgia de reconstrução de seu joelho, em 9 de Janeiro, e voltou a ser titular no início da temporada de 2013-2014. Por opção de Shanahan, Griffin não jogou os últimos 3 jogos da equipe na temporada, o técnico considerava isso o melhor tanto para o jogador, quanto para o Redskins.
Shanahan foi demitido em 30 de Dezembro, de 2013. O Washington Redskins havia encerrado a temporada de 2013 com 3 vitórias e 13 derrotas.

## Números como técnico
| Time      | Ano       | Temporada Regular | Temporada Regular | Temporada Regular | Temporada Regular | Temporada Regular | Pós-temporada | Pós-temporada | Pós-temporada | Pós-temporada                                                               |
| Time      | Ano       | Vitórias          | Derrotas          | Empates           | Vit. %            | Resultado Final   | Vitórias      | Derrotas      | Vit %         | Resultado Final                                                             |
| --------- | --------- | ----------------- | ----------------- | ----------------- | ----------------- | ----------------- | ------------- | ------------- | ------------- | --------------------------------------------------------------------------- |
| LAR       | 1988      | 7                 | 9                 | 0                 | .438              | 3º na AFC Oeste   | –             | –             | –             | –                                                                           |
| LAR       | 1989      | 1                 | 3                 | 0                 | .250              | 3º na AFC Oeste   | –             | –             | –             | –                                                                           |
| LAR Total | LAR Total | 8                 | 12                | 0                 | .400              |                   | -             | -             | -             |                                                                             |
| DEN       | 1995      | 8                 | 8                 | 0                 | .500              | 3º na AFC Oeste   | –             | –             | –             | –                                                                           |
| DEN       | 1996      | 13                | 3                 | 0                 | .813              | 1º na AFC Oeste   | 0             | 1             | .000          | Perdeu para o Jacksonville Jaguars na Final da American Football Conference |
| DEN       | 1997      | 12                | 4                 | 0                 | .750              | 2º na AFC Oeste   | 4             | 0             | 1.000         | Campeão do Super Bowl XXXII                                                 |
| DEN       | 1998      | 14                | 2                 | 0                 | .875              | 1º na AFC Oeste   | 3             | 0             | 1.000         | Campeão doSuper Bowl XXXIII                                                 |
| DEN       | 1999      | 6                 | 10                | 0                 | .375              | 5º na AFC Oeste   | –             | –             | –             | –                                                                           |
| DEN       | 2000      | 11                | 5                 | 0                 | .688              | 2º na AFC Oeste   | 0             | 1             | .000          | Perdeu para o Baltimore Ravens na primeira rodada.                          |
| DEN       | 2001      | 8                 | 8                 | 0                 | .500              | 3º na AFC Oeste   | –             | –             | –             | –                                                                           |
| DEN       | 2002      | 9                 | 7                 | 0                 | .563              | 2º na AFC Oeste   | –             | –             | –             | –                                                                           |
| DEN       | 2003      | 10                | 6                 | 0                 | .625              | 2º na AFC Oeste   | 0             | 1             | .000          | Perdeu para o Indianapolis Colts na primeira rodada.                        |
| DEN       | 2004      | 10                | 6                 | 0                 | .625              | 2º na AFC Oeste   | 0             | 1             | .000          | Perdeu para o Indianapolis Colts na primeira rodada.                        |
| DEN       | 2005      | 13                | 3                 | 0                 | .813              | 1º na AFC Oeste   | 1             | 1             | .500          | Perdeu para o Pittsburgh Steelers na Final da American Football Conference. |
| DEN       | 2006      | 9                 | 7                 | 0                 | .563              | 3º na AFC Oeste   | –             | –             | –             | –                                                                           |
| DEN       | 2007      | 7                 | 9                 | 0                 | .438              | 2º na AFC Oeste   | –             | –             | –             | –                                                                           |
| DEN       | 2008      | 8                 | 8                 | 0                 | .500              | 2º na AFC Oeste   | –             | –             | –             | –                                                                           |
| DEN Total | DEN Total | 138               | 86                | 0                 | .616              |                   | 8             | 5             | .615          |                                                                             |
| WAS       | 2010      | 6                 | 10                | 0                 | .375              | 4º na NFC Leste   | –             | –             | –             | –                                                                           |
| WAS       | 2011      | 5                 | 11                | 0                 | .313              | 4º na NFC Leste   | –             | –             | –             | –                                                                           |
| WAS       | 2012      | 10                | 6                 | 0                 | .625              | 1º na NFC Leste   | 0             | 1             | .000          | Perdeu para o Seattle Seahawks na primeira rodada.                          |
| WAS       | 2013      | 3                 | 13                | 0                 | .188              | 4º na NFC Leste   | –             | –             | –             | –                                                                           |
| WAS Total | WAS Total | 24                | 40                | 0                 | .375              |                   | 0             | 1             | .000          |                                                                             |
| Total     | Total     | 170               | 138               | 0                 | .552              |                   | 8             | 6             | .571          |                                                                             |

## Vida Pessoal
Shanahan é católico. Ele e sua esposa, Peggy, tem dois filhos, Kyle Shanahan, é o atual técnico do San Francisco 49ers, e Krystal Shanahan.
Em Julho de 2016, Shanahan apoiou a candidatura de Donald Trump, para a eleição presidencial nos Estados Unidos de 2020. Também fez um discurso durante a campanha, em Loveland, Colorado.